# Rayón, Sonora
Rayón là một đô thị thuộc bang Sonora, México. Năm 2005, dân số của đô thị này là 1543 người.